# Thomas Schildknecht
| Odkryte planetoidy: 3 | Odkryte planetoidy: 3 |
| --------------------- | --------------------- |
| (3328) Interposita    | 21 sierpnia 1985      |
| (3330) Gantrisch      | 12 września 1985      |
| (3366) Gödel          | 22 września 1985      |

Thomas Schildknecht – szwajcarski astronom, profesor doktor na Uniwersytecie w Bernie, wicedyrektor Instytutu Astronomicznego oraz kierownik Wydziału Astronomii Optycznej na Uniwersytecie w Bernie. Od 2009 roku dyrektor Observatorium Zimmerwald. Jest członkiem Międzynarodowej Unii Astronomicznej.
W 1985 roku odkrył trzy planetoidy. Jest też odkrywcą trzech supernowych: SN 1983W, SN 1986K i SN 1987F.